# Ernst Reichl
Ernst Rudolf Reichl (* 19. August 1926 in Linz; † 11. September 1996 ebenda) war österreichischer Chemiker, Informatiker und Entomologe. Er war Universitätsprofessor an der Johannes Kepler Universität in Linz und von 1981 bis 1983 deren Rektor.

## Leben
Nach Absolvierung des Gymnasiums in der Khevenhüllerstraße in Linz studierte Reichl ab 1946 Chemie an der Universität Wien. Er wurde 1952 Assistent am Institut für Chemie der Universität für Bodenkultur und promovierte 1955 dort zum Dr. phil.
Nach dem Studium war er bei einem Privatunternehmen in Linz als Lebensmittelchemiker beschäftigt. Dabei kam er mit Computern in Berührung, zuerst an den damaligen Stickstoffwerken (später Chemie Linz). Einen Aufnahmetest bei IBM absolvierte er grandios, wurde allerdings aufgrund des Alterslimits von damals 35 Jahren nicht eingestellt. Auf eigene Faust bezahlte er einen Programmierkurs bei einem Computerunternehmen in Deutschland. Nach Absolvierung des zweiwöchigen Kurses wird er sofort als Mitarbeiter angeheuert und kehrt als Österreich-Geschäftsführer des von ihm zu gründenden österreichischen Tochterunternehmens zurück. Wirtschaftlich nicht erfolgreich, wurde das Unternehmen bereits nach etwas über einem Jahr 1964 geschlossen.
Reichl hatte bis dahin der IBM so viel Konkurrenz gemacht, dass er gleich nach der Kündigung ein Angebot des US-amerikanischen Unternehmens bekam. In dieser Position war er mit der Installierung des ersten Computersystems an der gerade neu gegründeten Hochschule für Sozial- und Wirtschaftswissenschaften (heute Johannes Kepler Universität) befasst. Er hielt bald Vorlesungen an der Hochschule. 1973 wurde er schließlich zum Universitätsprofessor für Informationssysteme und betriebliche Datenverarbeitung berufen. In den Jahren 1981–83 war er Rektor der Universität.
Ab 1982 betrieb Reichl den Aufbau des Instituts für Bioinformatik mit Sitz im Biologiezentrum der Oberösterreichischen Landesmuseen.

### Schmetterlingskunde
Die besondere Leidenschaft von Ernst Reichl galt den Schmetterlingen, mit denen er sich auch wissenschaftlich (besonders mit der Familie der Zygaenidae) befasste. Er war Mitglied der Entomologischen Arbeitsgemeinschaft am Oberösterreichischen Landesmuseum und 1966 bis 1993 auch deren Vorsitzender. Er war (Mit-)Herausgeber und Autor einer Vielzahl von Publikationen auf dem Gebiet der Schmetterlingskunde.
Bei der Erstellung der zoologischen Datenbank ZOODAT (1972, heute ZOBODAT) konnte er berufliche und private Interessen vereinigen.